# Plédéliac
Plédéliac is een gemeente in het Franse departement Côtes-d'Armor (regio Bretagne). De plaats maakt deel uit van het arrondissement Dinan. Plédéliac telde op 1 januari 2022 1.602 inwoners.

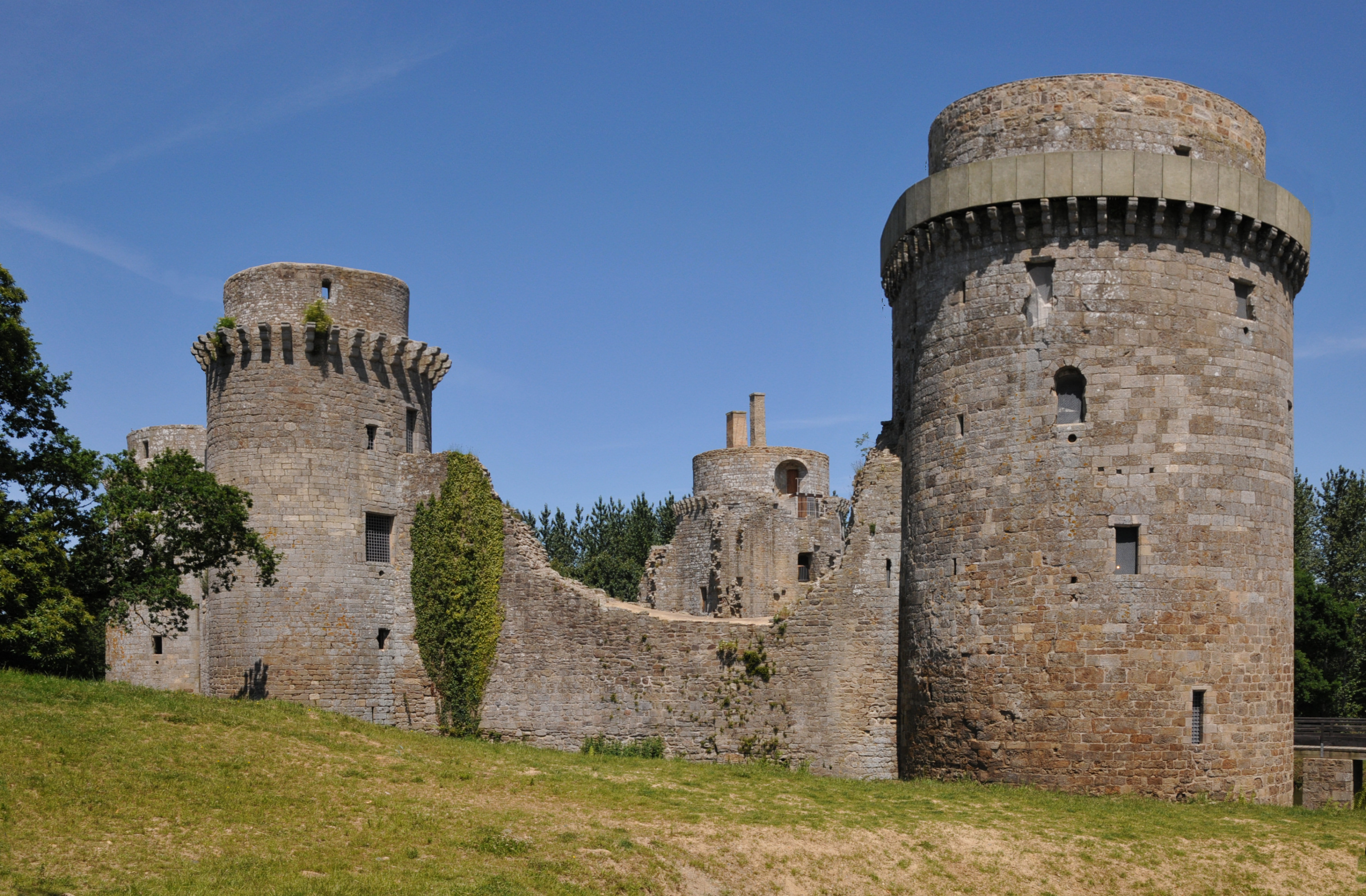
Château de la Hunaudaye
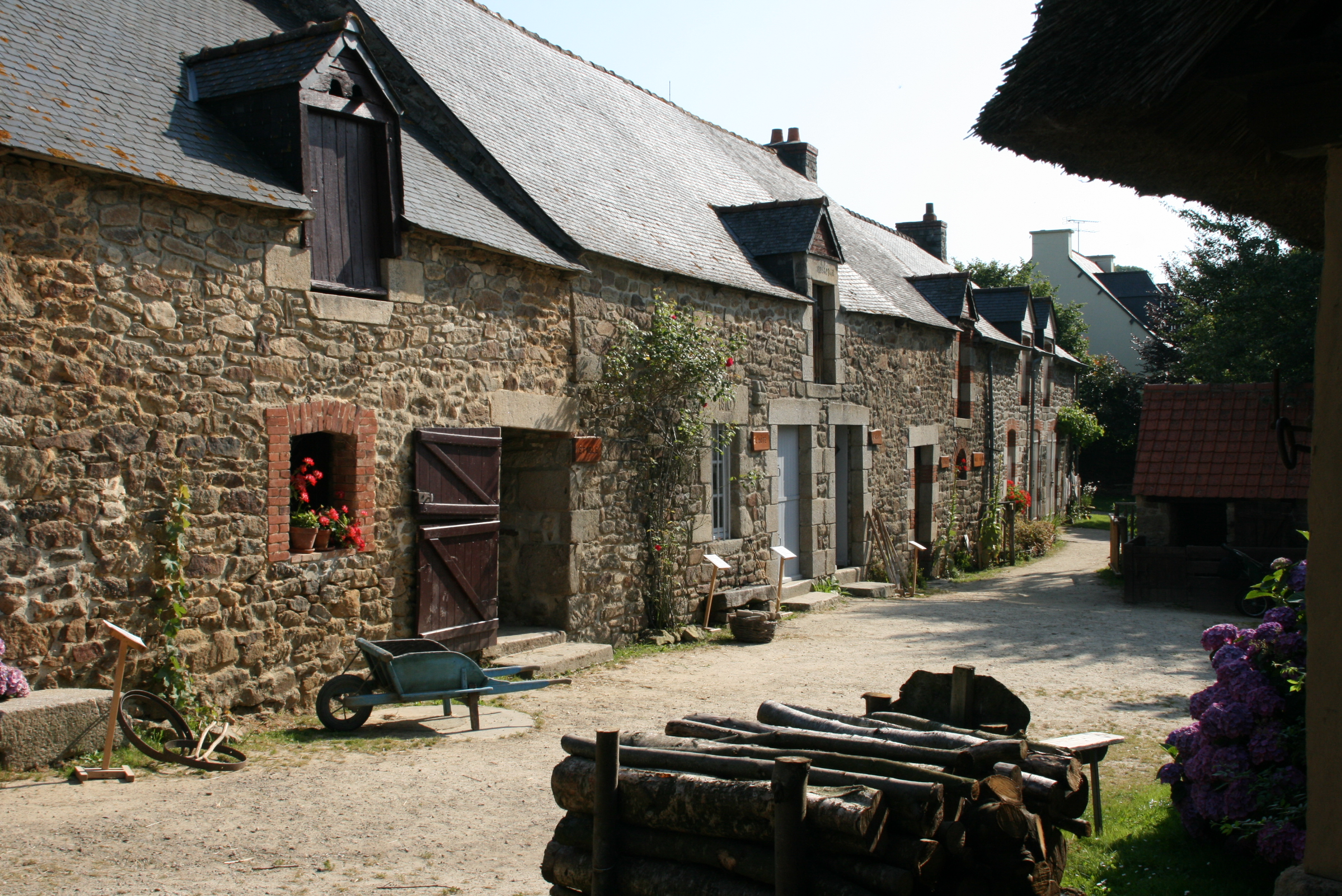
Oude boerderij
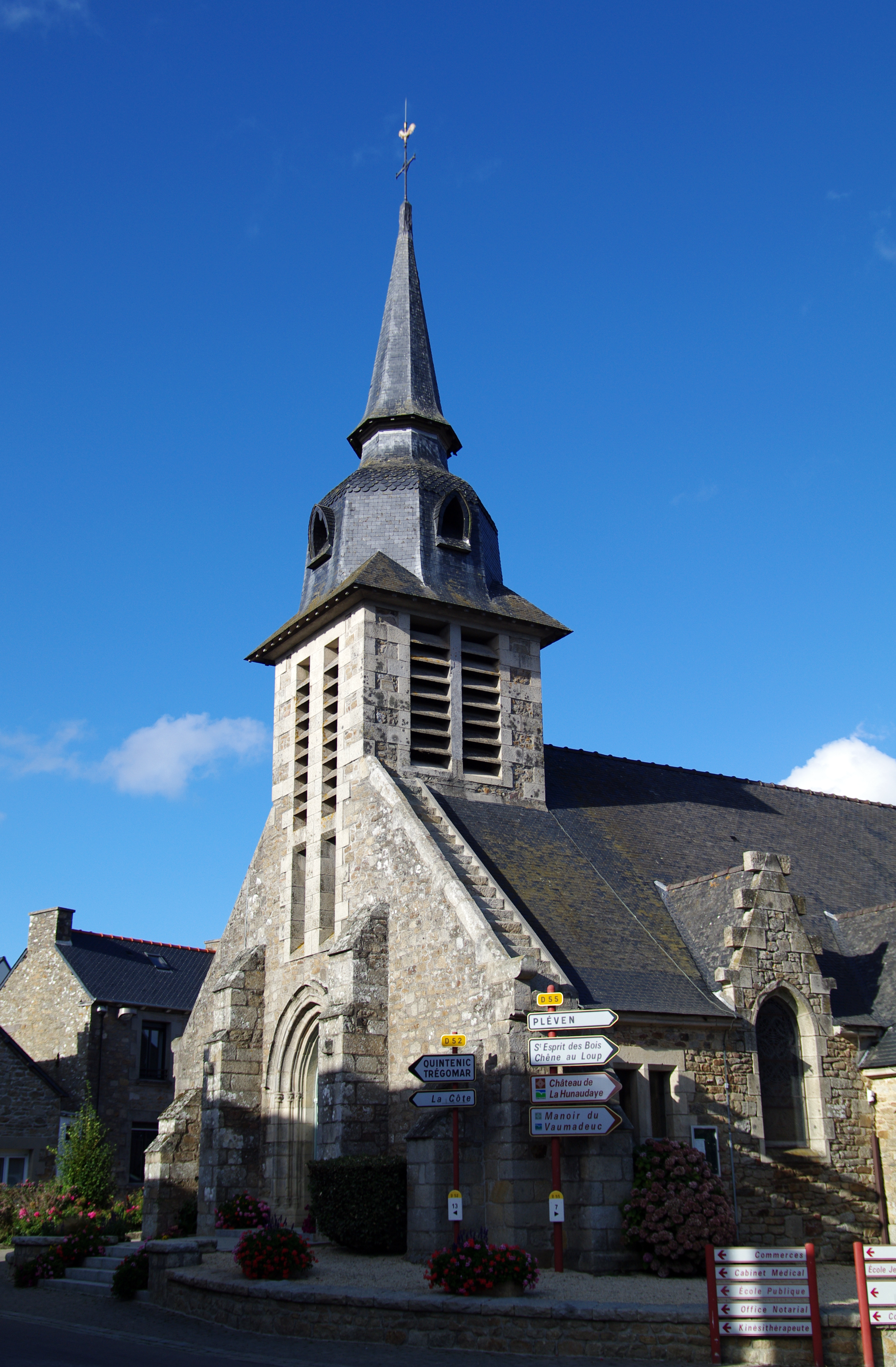
Kerk van St Malo

## Geografie
De oppervlakte van Plédéliac bedroeg op 1 januari 2022 51,75 vierkante kilometer; de bevolkingsdichtheid was toen 31 inwoners per km².
{
De onderstaande kaart toont de ligging van Plédéliac met de belangrijkste infrastructuur en aangrenzende gemeenten.

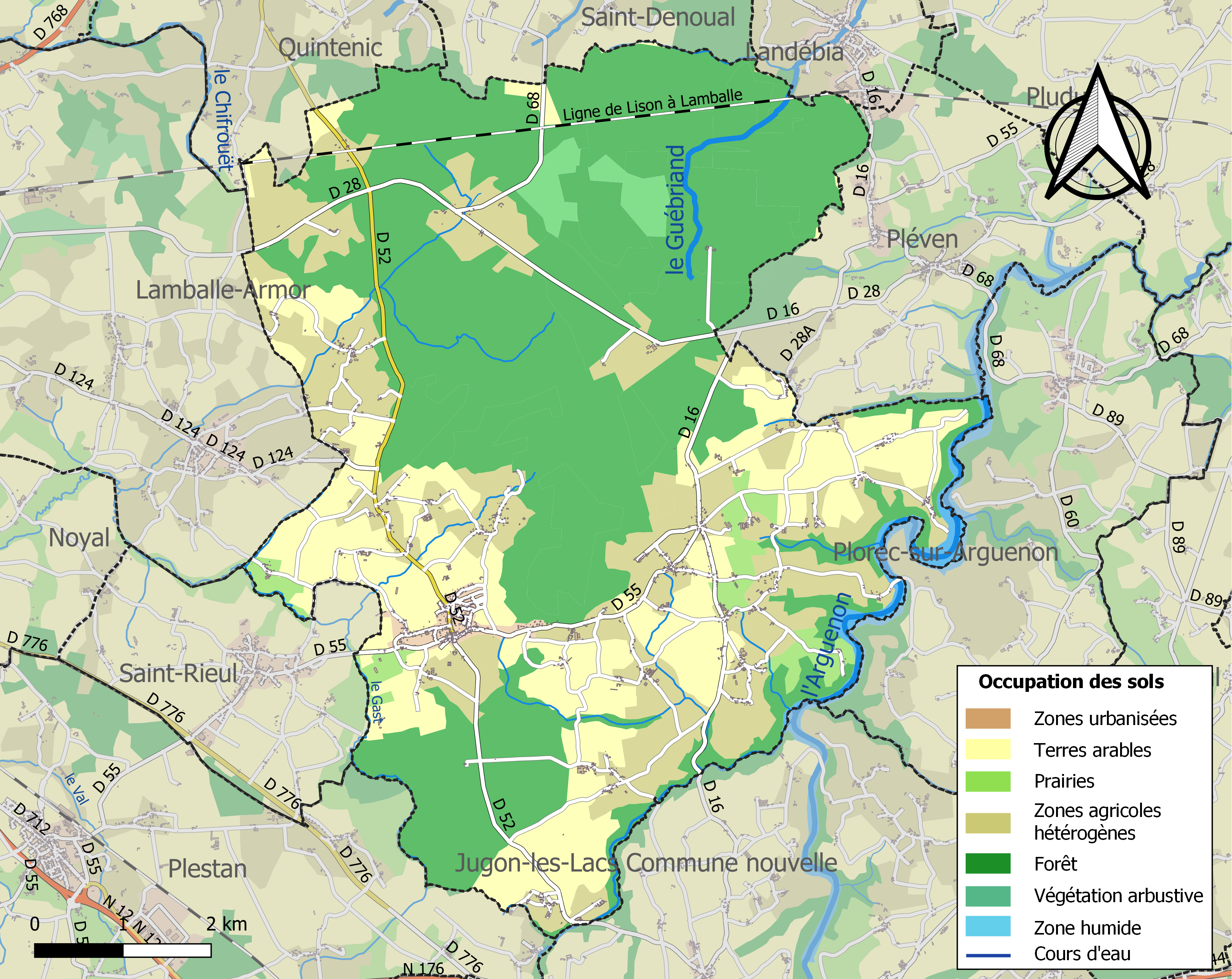

## Demografie
Onderstaande figuur toont het verloop van het inwonertal (bron: INSEE-tellingen).